# Исмаилов, Фахри
Фахри Исмаилов (азерб. Fəxri İsmayılov; род. 10 апреля 1995), известный под псевдонимом Fahree — азербайджанский певец и автор песен. Представитель Азербайджана на конкурсе «Евровидение-2024» с песней «Özünlə apar», совместно с Илькиным Довлатовым.

## Биография
Фахри родился в Баку в 1995 году. Он вырос в артистической семье, его отец был джазовым барабанщиком, а дед — актёром. У него есть как степень бакалавра, так и степень магистра права. В разгар пандемии COVID-19 он больше посвятил себя музыке и осуществил свою детскую мечту стать музыкантом.
В 2022 году Фари выпустил свой дебютный сингл «Dance».
В конце октября 2023 года İctimai Television (İTV) объявила Фахри одним из шестнадцати финалистов азербайджанского отбора 2024 года на конкурс «Евровидение», а на следующей неделе он был назван одним из шести участников, прошедших в финальный этап. 7 марта 2024 года он был объявлен участником. На сцене его сопровождал Илькин Довлатов, один из других финалистов отбора, с песней «Özünlə apar». Дуэт не смог пройти квалификацию в первом полуфинале 7 мая 2024 года, заняв 14-е место из 15 с 11 очками.

## Дискография
| Название                                 | Год  | Альбом             |
| ---------------------------------------- | ---- | ------------------ |
| «Dance»                                  | 2022 | Неальбомные синглы |
| «Apardı uzaqlara» (with Mila Miles)      | 2022 | Неальбомные синглы |
| «Yollar»                                 | 2023 | Неальбомные синглы |
| «Özünlə apar» (featuring Ilkin Dovlatov) | 2024 | Неальбомные синглы |
| «Tərki-Dünya»                            | 2024 | Неальбомные синглы |
| «Azərbaycan» (with Ilkin Dovlatov)       | 2024 | Неальбомные синглы |
| «Dön geriyə» (with Nurlana UnderCover)   | 2024 | Неальбомные синглы |